# The Wailers
The Wailers (anteriormente conhecida como The Teenagers, The Wailing Wailers e The Wailing Rude Boys) foi uma banda jamaicana de reggae criada em 1962 por Bob Marley, Peter Tosh, Bunny Wailer, Beverley Kelso, Cherry Smith e Junior Braithwaite. O grupo começou tocando principalmente ska, mas o som foi se desenvolvendo ao longo dos anos de carreira - juntamente com a popularidade dos estilos musicais na ilha - e o ritmo foi se tornando cada vez mais lento, passando pelo rocksteady e chegando ao reggae a partir do final da década de 1960. Da formação original, apenas Marley, Tosh e Wailer seguiram na carreira musical após 1966.
A banda obteve sucesso na ilha desde o lançamento de seu primeiro single, "Simmer Down", em 1963. Com a saída de Kelso, Smith e Braithwaite entre 1964 e 1966, o trio Marley, Tosh e Wailer se tornaria o núcleo criativo do grupo que passa a contar com as harmonizações vocais de Constantine Walker e Rita Marley, esposa de Bob, a partir de 1966. Em 1970, o grupo deu uma guinada para o som que os tornaria famosos mundialmente nos anos seguintes, com a entrada dos irmãos Aston Barrett e Carlton Barrett no baixo e na bateria, respectivamente, fechando a "cozinha" da banda que, até então, sempre contava com o apoio de músicos de estúdio em shows e gravações. Com esta formação, o grupo lança 2 discos de reggae em 1970 e 1971: Soul Rebels e Soul Revolution Part II. Ainda, lançam uma versão dub de Soul Revolution Part II e o álbum The Best of The Wailers - gravado com músicos de estúdio. Como permaneciam as dificuldades financeiras, o grupo muda-se para Londres para tentar divulgar sua música pela Europa, onde acabam chamando a atenção do produtor Chris Blackwell, da gravadora Island. Por esta gravadora, em 1973, lançam sua estreia internacional, Catch a Fire, e, no mesmo ano, Burnin', já com Earl Lindo nos teclados, chamando a atenção da mídia especializada internacional e embarcando em turnês pela Europa e pelos Estados Unidos. Entretanto, por diversas razões, Peter Tosh e Bunny Wailer se desentendem com Bob Marley, levando ao fim do grupo em maio de 1974, com os 3 vocalistas saindo em carreira solo.
Nas décadas seguintes, especialmente pela bem sucedida carreira solo de Bob Marley, os três Wailers atingem status cult com os álbuns da banda sendo considerados pilares da fundação do estilo reggae. Após a morte de Bob (em 1981), de Tosh e de Carlton Barrett (ambos em 1987), Aston Barrett funda a The Wailers Band, em 1989, uma espécie de banda tributo aos Wailers e à carreira solo de Bob Marley. Em 2008, é a vez de Al Anderson fundar a sua banda tributo - The Original Wailers - para tocar material dos Wailers e da carreira solo de Marley.

## História

### Formação do grupo
Nos anos 1950, Robert Nesta Marley e Neville O'Riley Livingston se conhecem na escola que ambos frequentavam, em Nine Mile, uma pequena vila no interior da Jamaica. Ambos se aproximam e se tornam amigos devido a um interesse em comum: lutar contra os castigos corporais que eram prática na escola. O pai de Neville fornecia bastões feitos de bambu para serem utilizados pelos professores como forma de disciplinar as crianças. Então, quando Livingston levava os bastões para a escola, antes ele os entregava a Marley que fazia pequenas e imperceptíveis incisões nos bastões, fazendo com que eles quebrassem rapidamente quando utilizados. Assim, sendo Marley mais velho, Neville passa a ter o amigo como uma espécie de líder. Em 1955, o pai de Livingstone e a mãe de Marley passam a morar juntos e as duas famílias se mudam para Trenchtown, a maior favela de Kingston
Em 1956, Winston Hubert McIntosh, nascido na pequena vila de Grange Hill, emigra para a mesma favela, após a morte de sua tia que cuidava dele desde pequeno. Anos mais tarde, em 1961, ele estava andando na rua e cantarolando, quando encontrou Robert e Neville, que já eram conhecidos como Bob e Bunny, que também estavam interessados em música. Winston, que utilizava o nome Peter Tosh, já tocava violão e começou a ensinar Marley a tocar também. Assim, os 3 passaram a praticar músicas na igreja com vozes e um violão. No ano seguinte, os 3 começam a frequentar a casa de Joe Higgs, famoso cantor jamaicano que dava aulas de música e canto para garotos e garotas em Trenchtown. Foi neste ambiente que eles juntaram forças com Junior Braithwaite e duas meninas - Beverly Kelso e Cherry Green - e formaram um grupo batizado de The Teenagers. Com esta formação, em dezembro de 1962, o grupo se apresentou em uma audição na gravadora Studio One, cantando quatro músicas - "I Don’t Need your Love", "How Many Times", "Straight and Narrow Way" e "Simmer Down" - e conseguindo um contrato de gravação. Como era costume na Jamaica, os artistas eram pagos um valor fixo por canção, não recebendo royalties ou qualquer valor ou porcentagem pela radiodifusão da música ou pela vendagem dos discos. Assim, em relação à remuneração dos artistas, tanto fazia se a canção fosse um sucesso ou não.

### O sucesso inicial
A partir de 1963, o grupo mudaria de nome para The Wailing Wailers - porque já existia um grupo com o nome de The Teenagers - e entraria diversas vezes em estúdio para gravar canções que seriam lançadas como singles em compactos, de acordo com o costume da época. Entretanto, uma delas levaria eles ao topo: "Simmer Down". Tendo como banda de apoio os músicos de estúdio que viriam a compor a banda The Skatalites, a faixa tem um arranjo típico de ska e uma mensagem que parece dirigir-se aos delinquentes juvenis - chamados de "rude boys" na ilha - tão comuns na Jamaica do período, pedindo para que eles se acalmassem. Entretanto, Bob Marley compôs a faixa pensando em sua mãe que se preocupava que ele virasse um um delinquente, dizendo a ela para que se acalmasse. A composição atingiria o primeiro lugar na parada da ilha em fevereiro de 1964, marcando o primeiro grande sucesso do grupo. Mais tarde naquele mesmo ano, Junior Braithwaite deixaria a banda e se mudaria para Chicago, largando a carreira musical. Ainda assim, o grupo lançaria ainda uma série de singles com vocais principais de Junior, como "Habits", "Straight and Narrow Way", "Don't Ever Leave Me" e "It Hurts to Be Alone", esta última o compacto que sucederia "Simmer Down".
Em junho de 1965, eles lançam o single "Rude Boy" que também faria bastante sucesso, se cacifando como líderes do movimento musical que se inspirava na cultura dos rude boys jamaicanos e que era ainda dominado pelo som do ska. No mesmo sentido, eles lançariam o single "Hooligan" no mesmo ano, tendo a banda chegado a se apresentar com o nome de The Wailing Rude Boys, demonstrando proximidade com a cultura de gangues jamaicana. No total, durante o ano de 1965, eles acabariam lançando 17 singles - entre eles diversos covers dos Beatles - e seu primeiro álbum de estúdio, auto-intitulado (que não era mais do que uma coleção dos singles mais bem sucedidos que haviam sido lançados). Ainda, no final do ano, Beverly Kelso pararia de contribuir com vocais de apoio, saindo da banda.

### Viagem de Marley e o início da crise com gravadoras
No dia 10 de fevereiro de 1966, Bob casa-se com a cantora cubana radicada na Jamaica Alpharita Constatia Anderson e, no dia seguinte, viaja para Wilmington, no estado de Delaware, onde sua mãe estava morando, para trabalhar e arrumar dinheiro. Como dito antes, a situação financeira dos músicos não havia mudado quase nada com o sucesso, fruto do acordo leonino que tinham com a gravadora. Por exemplo, a banda teve que fazer uma apresentação para levantar o dinheiro para Bob poder viajar para os Estados Unidos. Assim, o músico foi para o país estrangeiro para juntar dinheiro para que a banda pudesse gravar no próprio estúdio e ser dona das próprias canções, ficando com uma participação muito maior nos lucros. Entretanto, Marley se arrependeu rapidamente da viagem, detestando a vida nos Estados Unidos, especialmente o clima e o trabalho que fazia. Em sua estadia, que durou apenas alguns meses, Bob trabalhou em uma fábrica da Chrysler, além de fazer bicos noturnos em estacionamentos, lanchonetes e barracões.
Enquanto Bob estava em Delaware, os Wailers continuaram gravando e lançando material sem o vocalista. Constantine "Dream" Walker, primo de Rita, passou a participar da banda com harmonização de vocais, assim como a própria Rita, já que Cherry Smith também estava perdendo interesse em contribuir com vocais de apoio. O grupo lançou diversos singles sem Marley, mas as tensões continuavam a crescer porque, apesar de alguns sucessos, o dinheiro continuava insuficiente, causando atritos com a gravadora que se defendia alegando que eles haviam assinado um contrato. A banda passa a fazer a transição do ska para o rocksteady, com as canções se tornando mais lentas e os arranjos de metais se tornando mais simples ou virtualmente desaparecendo.
Ao voltar para Kingston, Bob não gostou do material que os Wailers tinham gravado sem ele. Ele utilizou o dinheiro que tinha juntado nos Estados Unidos para montar seu próprio selo, o Wail N Soul M. Com as dificuldades que existiam para distribuir o material que gravavam, acabaram fazendo um acordo para distribuição com o próprio Coxsone Dodd, chefe da gravadora deles. Assim, "Bend down Low" foi o primeiro single lançado pelo grupo no novo selo e foi um sucesso na ilha. Entretanto, o dinheiro continuava indo em sua maioria para Coxsone e os Wailers encerraram de vez sua parceria com o executivo e produtor. Nos meses seguintes, eles passam a gravar no Dynamic Studios e a distribuir os discos de bicicleta pela capital, mas tem severas dificuldades de distribuição, o que limita a execução das canções no rádio e as vendagens dos discos.

### Dificuldades com a lei e com as gravadoras
A partir de 1967, os três integrantes principais começam a se envolver cada vez mais com o movimento rastafári, passando a ser perseguidos pelas autoridades por isto. Assim, além de ter cada vez mais dificuldades de gravar, eles acabam presos em períodos distintos deste ano ou do seguinte. Bob seria preso por 48 horas após uma infração de trânsito inventada pela polícia local. Peter também acabaria preso por um curto período de tempo em uma manifestação contrária à Rodésia, no início de 1968. Finalmente, Bunny passaria 1 ano e 2 meses na cadeia por posse de maconha - embora ele não tivesse em posse da droga, os policiais testemunharam que ele havia escondido a droga antes de ser abordado - saindo apenas em setembro de 1968. Como havia rumores de que a polícia queria prender os 3 líderes do grupo, Tosh e Marley se escondem em Nine Mile até a soltura de Livingstone. Por esta época, a banda (Bob, Rita e Tosh) havia assinado um contrato com a gravadora JAD Records, que pretendia lançar as composições deles, interpretadas por Johnny Nash, no mercado americano. Apenas Bunny não havia participado porque estava preso. Este era o contrato mais lucrativo da banda até o momento, rendendo aproximadamente J$ 100,00 por semana para o grupo.
Com as dificuldades para gravar e lançar seu material, a banda se volta para o produtor Leslie Kong, com quem haviam brigado anteriormente, e gravam uma série de faixas entre meados de 1969 e início de 1970. Nestas faixas, o grupo tem bastante dificuldades em se adequar ao som do rocksteady da época. Neste sentido, as faixas que foram lançadas naquela época fizeram muito pouco sucesso. Entretanto, nos anos seguintes, as faixas foram relançadas com uma aceitação muito maior, porque o som do grupo lembra muito o reggae pelo qual ficaria conhecido, parecendo que as faixas foram gravadas pelo menos 1 ano mais tarde. A frustração com as sessões para Kong levaram a banda a procurar outro produtor cujo estúdio tinha uma banda que havia feito sucesso internacional naqueles anos, os The Upsetters de Lee "Scratch" Perry.

### A "cozinha" dos Upsetters
Quando os Wailers abordaram Perry para gravarem faixas com ele produzindo, a banda era considerada como veteranos na Jamaica. Assim, isto trazia uma respeitabilidade, mas também trazia um entendimento de que eles não produziriam coisas novas, no máximo correriam atrás. Então, Perry remodelou completamente os Wailers. Ele insistiu para que eles mudassem as harmonias vocais, diminuindo bastante o uso de falsetes. Os vocais de apoio deveriam ser mais graves para que funcionassem como "colchões" em que a voz principal pudesse entrar rasgando, com um canto afirmativo e fácil de entender. Ainda, Perry achava que um grupo com 3 vocalistas principais era inviável. Assim, ele foi, progressivamente, privilegiando Marley dentro do grupo, por vários motivos. Em primeiro lugar, Marley tinha o temperamento mais fácil de lidar: Bunny era desconfiado e arredio; Peter era explosivo e dado a rompantes. Marley, em compensação, era organizado e tinha ideia de como realizar os seus planos e atingir os seus objetivos. Em segundo lugar, Perry achava a voz de Marley melhor como voz principal do grupo. Peter era um barítono e sua voz não se destacava tanto quanto os tenores Marley e Bunny.  Além disso, Perry não era um grande entusiasta de seções de metais, preferindo guitarras e órgãos para fazer o acompanhamento. Com o passar do tempo, ainda, Perry passou a compor material junto a Marley, o que estreitou a parceria.
A grande mudança que Perry ocasionou, entretanto, foi colocar a "cozinha" dos Upsetters para gravar com os Wailers. Aston "Familyman" Barret e Carlton Barret, baixo e bateria dos Upsetters, respectivamente, eram músicos formados na tradição de Trenchtown: aprenderam a tocar com instrumentos improvisados, muitas vezes feitos pelo próprio músico ou danificados. Eles aprenderam a tocar a partir da prática: aprenderam a tocar, tocando. Eles tinham acabado de voltar de uma bem-sucedida turnê com os Upsetters pela Europa e Marley ficou impressionado com o fato de músicos jamaicanos poderem fazer sucesso fora da ilha.
Os Wailers passaram a segunda metade de 1969 e boa parte de 1970 gravando com Perry. O material foi lançado em alguns singles e em um disco, Soul Rebels. O álbum vendeu bem na ilha e no caribe, mas não conseguiu repetir o mesmo no mercado britânico. "Duppy Conqueror", uma faixa escrita por Marley e Perry, foi um grande sucesso nas ilhas. Entretanto, o álbum representou mais um motivo de atrito entre a banda e o produtor. O disco foi creditado a "Bob Marley & The Wailers", contrariamente ao desejo da banda. Tosh foi o que mais se exaltou com a preferência demonstrada pelo produtor por Bob Marley. Além disso, na capa constava uma foto de uma garota segurando uma metralhadora com a camisa aberta, mostrando os seios. A banda, mais uma vez, demonstrou ultraje à escolha da imagem - contrária a fé rastafári dos membros - e, principalmente, ao fato de não ter sido consultada.
No ano seguinte, outro álbum foi lançado: Soul Revolution Part II. Novamente, o álbum foi creditado a "Bob Marley & The Wailers", mas, desta vez, o disco apresenta fotos dos 3 membros na capa. Entretanto, ele levaria ao fim da parceria da banda com o seu produtor. Após o lançamento, a banda reuniu-se com Perry para reclamar que estavam recebendo menos do que o combinado. O acordo inicial dizia que os lucros iriam ser divididos meio a meio entre banda e produtor. Além disso, Perry lançava versões dub das músicas e não pagava a banda, chegando a lançar um álbum inteiro com o título de Soul Revolution Part II Dub. A reunião acabou quase terminando em agressões físicas e a banda nunca mais trabalharia com Perry.

### Novos ventos
Nesta mesma época, Leslie Kong decidiu aproveitar as canções que os Wailers haviam gravado com ele para lucrar com o lançamento de um álbum intitulado The Best of the Wailers. A banda era contra e, quando Bunny ficou sabendo, ele foi falar com Leslie. Na visão rastafári de Livingstone, Leslie não poderia lançar aquele disco, especialmente com aquele título. Para Bunny, o título não se justificava - aquele não era o melhor trabalho dos Wailers; de fato, o cantor achava que eles ainda não haviam feito o seu melhor trabalho - e, ainda por cima, insinuava que eles estavam em seu fim, perto da morte, porque, para o vocalista, apenas no fim da vida ou da carreira poderíamos avaliar qual o melhor trabalho de alguém. Então, Bunny ameaçou ou "amaldiçoou" Leslie: se ele lançasse aquele disco, não seriam os Wailers que encontrariam o seu fim, mas o próprio produtor. Kong lançou o álbum assim mesmo, no dia 1º de agosto de 1971. No dia 9, ele morreu em consequência de um ataque cardíaco.

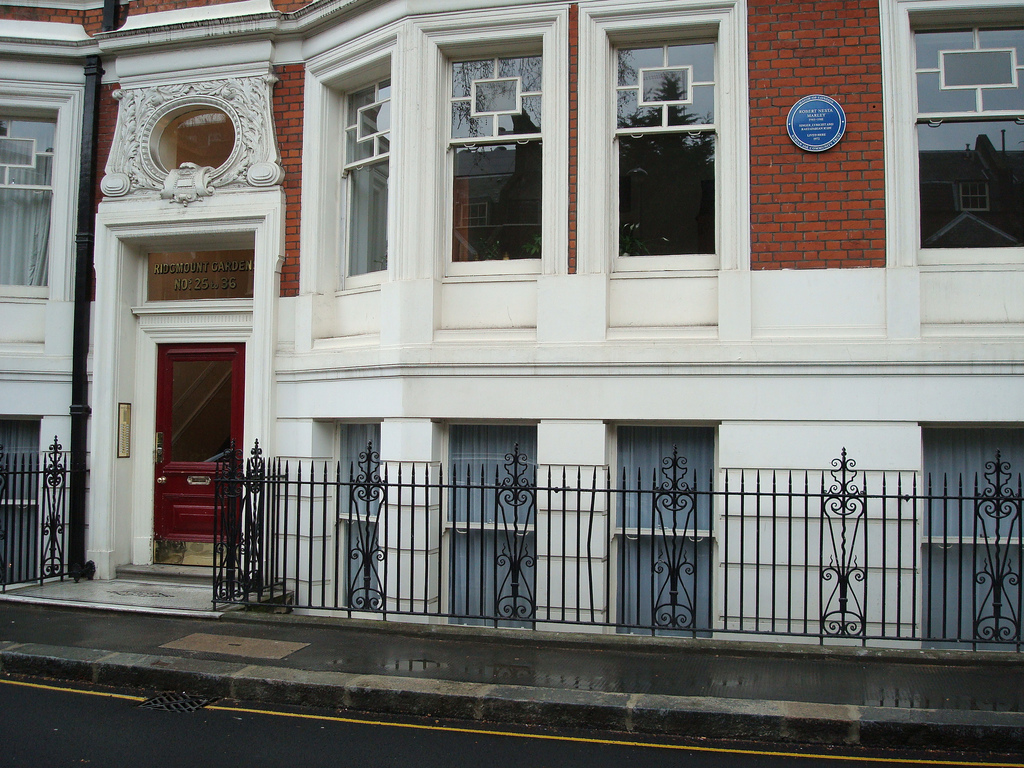
Apartamento que os Wailers dividiram em 1972, enquanto moravam em Londres.

O disco de Kong - com os Wailers cantando com uma banda de estúdio - vendeu bem na ilha também, mas o grupo queria mais. Depois que tomou contato com o sucesso dos Upsetters na Europa, Marley ambicionava por uma carreira internacional e acreditava que o grupo tinha o que era preciso. Assim, ele aceitou o convite da JAD Records - de Johnny Nash - para ir para a Inglaterra, onde Nash gravava o filme sueco Love Is not a Game, para o qual também fornecia a trilha sonora. O filme acabaria sendo um fracasso e Bob não emplacaria nenhuma canção na trilha sonora. De maior sucesso foi a participação de Marley como letrista no álbum de 1972 de Nash, I Can See Clearly Now que seria o primeiro álbum de reggae a alcançar o primeiro lugar da principal parada americana e que trazia 3 composições de Bob - "Guava Jelly", "Comma Comma" e "Stir it Up" - além da parceria com Nash em "You Poured Sugar on Me".
Entretanto, a presença de Marley na Inglaterra renderia um contato maior com Danny Sims, um dos executivos e fundadores da gravadora e que passaria a funcionar como empresário dos Wailers nos meses seguintes. Foi Danny quem deu a ideia de o resto dos Wailers também irem para a Inglaterra para realizarem uma pequena turnê por lá que poderia chamar a atenção e render um contrato com alguma gravadora. De fato, Bob Marley chegou a lançar um single solo pela CBS - com a canção "Reggae on Broadway" - em 1972, mas o resultado foi um fracasso. Quando eles foram deixados na Inglaterra por Sims, recorreram a Brent Clarke, um empresário freelancer, para conseguir algum acordo que rendesse dinheiro para voltarem à Jamaica. Clarke procurou Chris Blackwell que era o chefe da Island e que havia lançado na Inglaterra diversos singles dos Wailers nos anos passados. O executivo tinha acabado de perder o astro de The Harder They Come, Jimmy Cliff, para a EMI e estava procurando novos artistas jamaicanos, já que o interesse pelo reggae vinha aumentando: além do disco de Nash, o filme estrelado por Cliff fazia muito sucesso, especialmente com a música título homônima. Blackwell gostou do novo som da banda com os irmãos Barrett e deu um adiantamento de quatro a oito mil libras pela gravação de um álbum, com o grupo voltando para a Jamaica.

### Sucesso internacional
Entre maio e agosto de 1972, os Wailers gravaram as faixas do que seria seu primeiro álbum internacional. Marley rapidamente viajou para a Inglaterra para entregar as fitas master diretamente para Blackwell. Ao ouvir o resultado, Blackwell sugeriu uma nova mixagem do trabalho e que diversos overdubs fossem realizados por músicos de sessão nos estúdios ingleses da Island. Assim, diversos músicos que não seriam creditados no trabalho final participam do primeiro álbum internacional dos Wailers como: Wayne Perkins, guitarrista do estúdio Muscle Shoals - famoso pela música country, gravou solos adicionais em "Concrete Jungle", guitarra slide em "Baby We've Got a Date (Rock It Baby)" e guitarra wah-wah em "Stir It Up"; e John Bundrick, tecladista que havia colaborado no disco de Nash também, gravou teclados em todas as faixas. No dia 13 de abril de 1973, Catch a Fire é lançado e faz imediato sucesso internacional, com a crítica especializada recebendo muito bem o álbum.
Após o lançamento do disco, os Wailers finalmente conseguiram emplacar uma turnê na Inglaterra e nos Estados Unidos. A turnê teve seus contratempos - por exemplo, no primeiro show em que abriram para Sly & the Family Stone, eles fizeram tanto sucesso com a plateia que foram dispensados das próximas datas para não ofuscar a banda principal - e problemas, mas, no geral, foi uma boa turnê de estreia. Entretanto, os efeitos de tocar em lugares longe de casa foram especialmente fortes em Bunny. Primeiramente, ele abandonou a turnê na metade, assim que acabaram os shows na Inglaterra em junho, alegando que não estava conseguindo suportar o frio. Enquanto o resto do grupo ia para os Estados Unidos, Livingstone voltava para a Jamaica. Além disso, Livingstone acreditava, de acordo com sua fé rastafári, que fazer turnês pela "Babilônia" era ruim para o espírito, chamando os lugares em que eles faziam shows e os hotéis em que ficavam hospedados de "freak clubs" (clubes de aberrações) e reclamando pela dificuldade de seguir a sua dieta I-tal.
Peter Tosh, por outro lado, estava ficando cada vez mais injuriado com o papel secundário que ele exercia em sua própria banda. Alguns shows eram propagandeados como "Bob Marley & the Wailers" e a segunda impressão do álbum da banda foi feita com uma capa diferente - trazendo uma foto de Marley fumando um grande cigarro de maconha - e com o nome da banda grafado do mesmo modo. Peter culpava Blackwell por esses problemas, dizendo que ele queria separar o grupo, mas jamais falava abertamente sobre isso com Marley. Ao mesmo tempo, os outros membros da banda estavam sempre desconfiados porque o contrato com a gravadora tinha sido assinado apenas pelos 3 membros principais e o resto recebia salários de Marley. Entretanto, eles confiavam que não iam ser traídos por Bob.

### Brigas e fim da banda

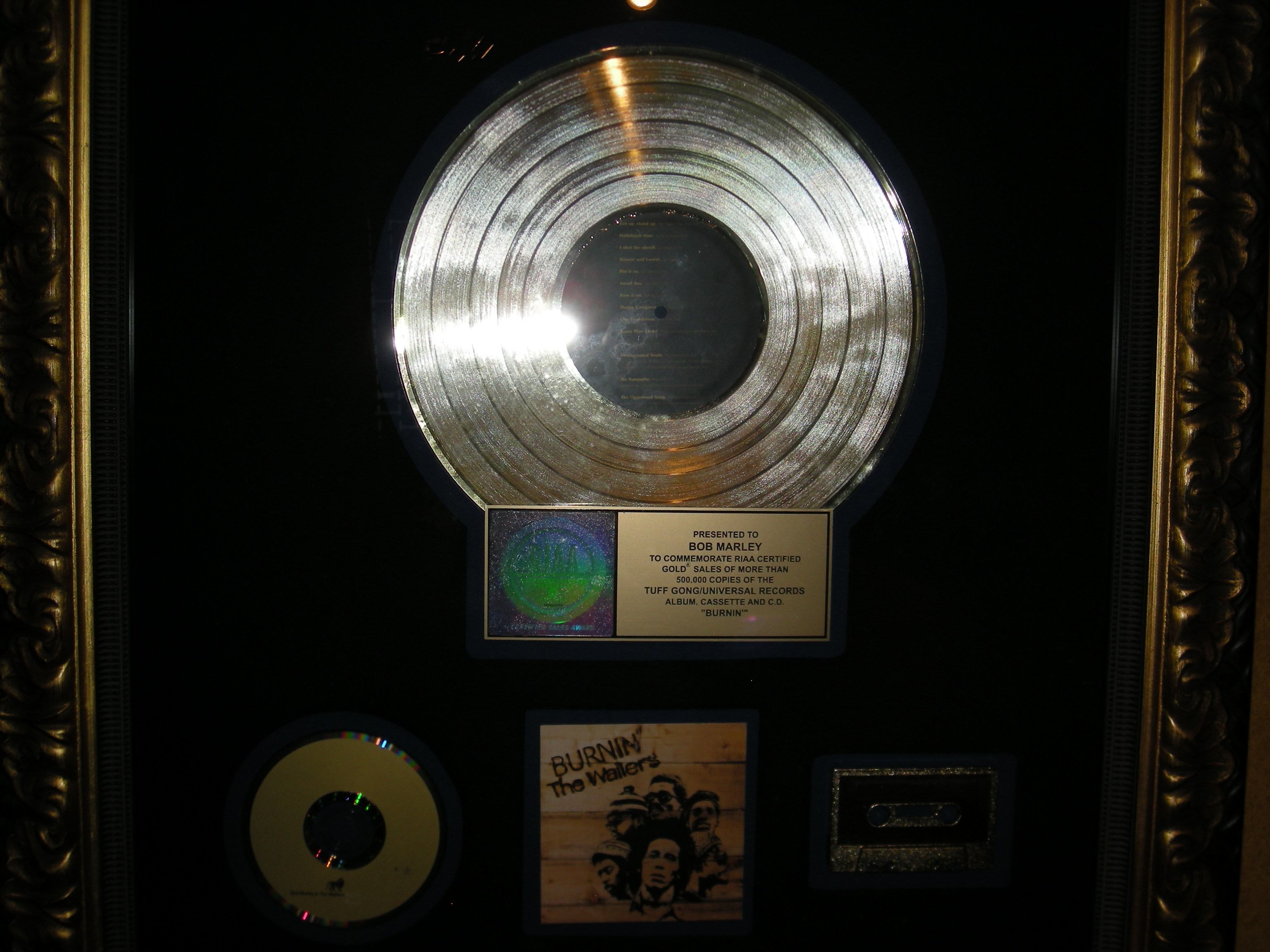
Disco de ouro conferido aos Wailers pelas vendagens do álbum exposto no Museu Bob Marley

A gravadora pressionou o grupo a gravar um álbum sucessor logo que Catch a Fire saiu, para que pudesse ser lançado ainda no mesmo ano. Blackwell acreditava que eles deveriam aproveitar a onda do reggae que explodia pelo mundo afora. Então, a banda passou a se reunir no estúdio em Kingston para gravar o álbum nos intervalos da turnê, sendo que algumas faixas foram reaproveitadas de singles antigos e outras foram escritas na estrada. O disco, novamente, passou por uma nova mixagem e por overdubs nos estúdios da Island em Londres. Assim, em 19 de outubro de 1973 foi lançado Burnin' que traz duas das canções mais conhecidas da banda, "I Shot the Sheriff" e "Get Up, Stand Up".
Após o lançamento, novas datas de uma turnê por Estados Unidos e Inglaterra foram agendadas, mas Bunny avisou que ele não iria mais participar de turnês fora da Jamaica. Com isso, as tensões entre Marley e Tosh cresceram significativamente. Em diversos materiais promocionais e lugares nos quais eles iriam se apresentar, a banda era apresentada novamente como "Bob Marley & the Wailers", o que enfurecia Tosh que via isto como a gravadora privilegiando Marley. Assim, o vocalista culpava Blackwell, que ele chamava jocosamente de "Whiteworst". Para Tosh, tudo isto era resultado das "táticas divisionistas" do executivo.
Após os shows em novembro de 1973, os Wailers cancelaram as datas de dezembro e voltaram para a Jamaica. Eles só fariam shows novamente em maio, abrindo para Marvin Gaye, em Kingston, quando Bunny também participou. Após mais duas datas na Inglaterra - sem Livingstone - Tosh teve fortes discussões com Marley e Blackwell. Bob havia mudado o seu modo de lidar com a crise entre eles: se antes ele se afastava e esperava que Tosh se acalmasse ou fingia que nada estava acontecendo, agora ele confrontava Peter. O que estava por trás da mudança era que Marley via a possibilidade de realizar seu sonho de se tornar um artista internacional muito próxima e percebia que Tosh estava atrapalhando e se colocando no caminho. Para Blackwell, Tosh ofereceu um álbum solo em que ele havia começado a trabalhar, mas o produtor respondeu que qualquer trabalho solo comprometeria a identidade musical dos Wailers, atrapalhando a carreira da banda. Aquela foi a gota d'água para Peter Tosh que resolveu sair da banda definitivamente.

## Legado
A partir de 1974, os três vocalistas estariam em carreira solo. Bob Marley procurou manter o nome da banda na sua carreira solo, reformulando-o como Bob Marley & The Wailers, nome pelo qual o grupo já havia sido apresentado em diversas oportunidades - o que começou após o envolvimento do grupo com Lee Perry a partir de 1970. Tosh e Bunny lançariam discos a partir de 1976 - começando com Legalize It e Blackheart Man, respectivamente. Os Wailers são considerados hoje como um dos principais grupos no desenvolvimento dos estilos ska, rocksteady e reggae, tendo dado origem à carreira solo dos 3 principais nomes da música reggae. Ainda, duas bandas tributo foram criadas a partir dos músicos que fizeram parte da banda ou que acompanharam os "3 wailers" nas suas respectivas carreiras solo: The Wailers Band e The Original Wailers.

## Integrantes
- Bob Marley: guitarra rítmica, voz e vocais (1962–1974)
- Peter Tosh: guitarra solo, teclados, voz e vocais (1962–1974)
- Bunny Wailer: percussão, voz e vocais (1962–1974)
- Cherry Smith: vocais (1963–1966)
- Beverley Kelso: vocais (1963–1965)
- Junior Braithwaite: voz e vocais (1963–1964)
- Constantine Walker: voz e vocais (1966–1968)
- Rita Marley: vocais (1966–1968)
- Aston Barrett: baixo (1970–1974)
- Carlton Barrett: bateria e percussão (1970–1974)
- Earl Lindo: teclados (1973-1974)

## Discografia
| Álbum                   | Banda                    | Data de lançamento    | Gravadora          |
| ----------------------- | ------------------------ | --------------------- | ------------------ |
| The Wailing Wailers     | The Wailing Wailers      | 1965                  | Studio One         |
| Soul Rebels             | Bob Marley & The Wailers | Dezembro de 1970      | Upsetter / Trojan  |
| Soul Revolution Part II | Bob Marley & The Wailers | 1971                  | Upsetter / Trojan  |
| Best of The Wailers     | The Wailers              | Agosto de 1971        | Beverley's         |
| Catch a Fire            | The Wailers              | 13 de abril de 1973   | Island / Tuff Gong |
| Burnin'                 | The Wailers              | 19 de outubro de 1973 | Island / Tuff Gong |

## Ligações Externas
- «Página oficial da banda tributo The Wailers Band» (em inglês)
- «Página oficial da banda tributo The Original Wailers» (em inglês)